# Bartomeu Garriga

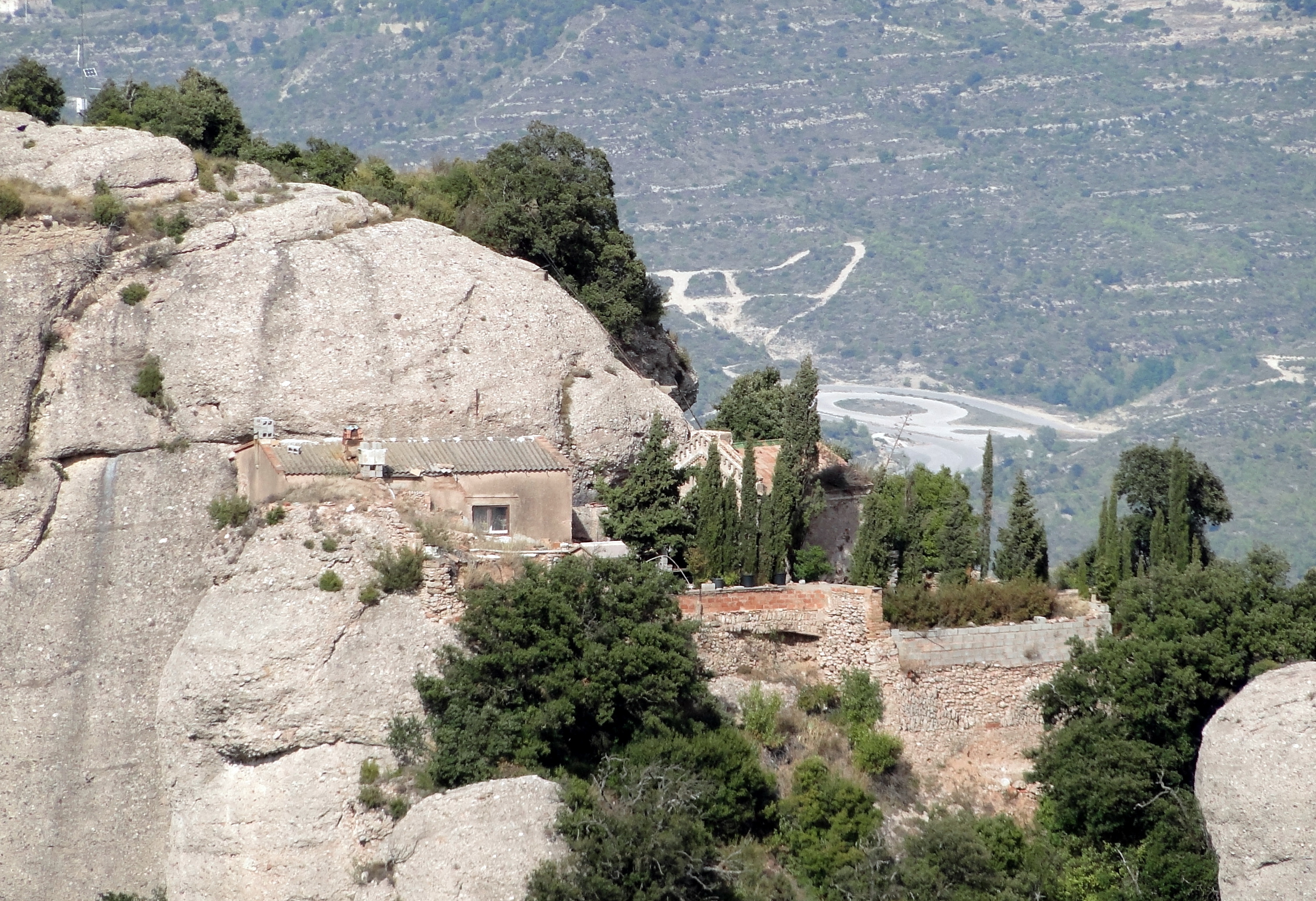
Ermita de Sant Dimes on es recollí l'abat Bartomeu fins a la seva mort

Bartomeu Garriga (Pinós, Solsonès, 1504 - Montserrat, Monistrol de Montserrat, Bages, 16 d'agost de 1578) va ser un monjo que fou elegit abat del Monestir de Montserrat en dues legislatures 1559/62 i 1568/70.
L'any 1511, el seu pare es presentà a les portes del monestir portant en un baiard un fill seu que per vot havia ofert a Nostra Senyora. L'infant es deia Bartomeu Garriga, de set anys i per la seva tendra edat restà afecte a l'Escolania, on va rebre una completa educació, sent escolà de Montserrat des del 8 de maig de 1511 fins que prengué l'hàbit el 31 de març de 1520.
Rebut l'hàbit monàstic el 1520 i nomenat abat de la seva casa d'hàbit, el 1559 començà a aixecar l'església del monestir amb gran sumptuositat, pel qual assoli de Roma un jubileu pleníssim pels que l'afavorissin amb les seves almoines. De bell nou assumí l'abadia de Montserrat el 1568 i, acabades les obres començades en el seu primer abadiat, renuncià a la mitra i es recollí a l'ermita de Sant Dimes, on hi morí l'any 1578.